# Stenostephanus leiorhachis
Stenostephanus leiorhachis (Lindau) Hammel, 2019 è una pianta appartenente alla famiglia delle Acantacee, originaria del Nuovo Mondo.

## Distribuzione e habitat
La specie è diffusa nel Messico meridionale, in America centrale (Costa Rica, Guatemala, Nicaragua e Panama) e nella parte settentrionale del Sud america (Colombia, Perù e Venezuela).